# Hotel Astor
El Hotel Astor fue un hotel ubicado en la zona de Times Square, en Manhattan, que estuvo en funcionamiento desde 1904 hasta 1967. El antiguo emplazamiento del hotel, la manzana delimitada por Broadway, Astor Plaza, la calle 44 y la 45, está ahora ocupado por la torre de oficinas del One Astor Plaza.

## Construcción

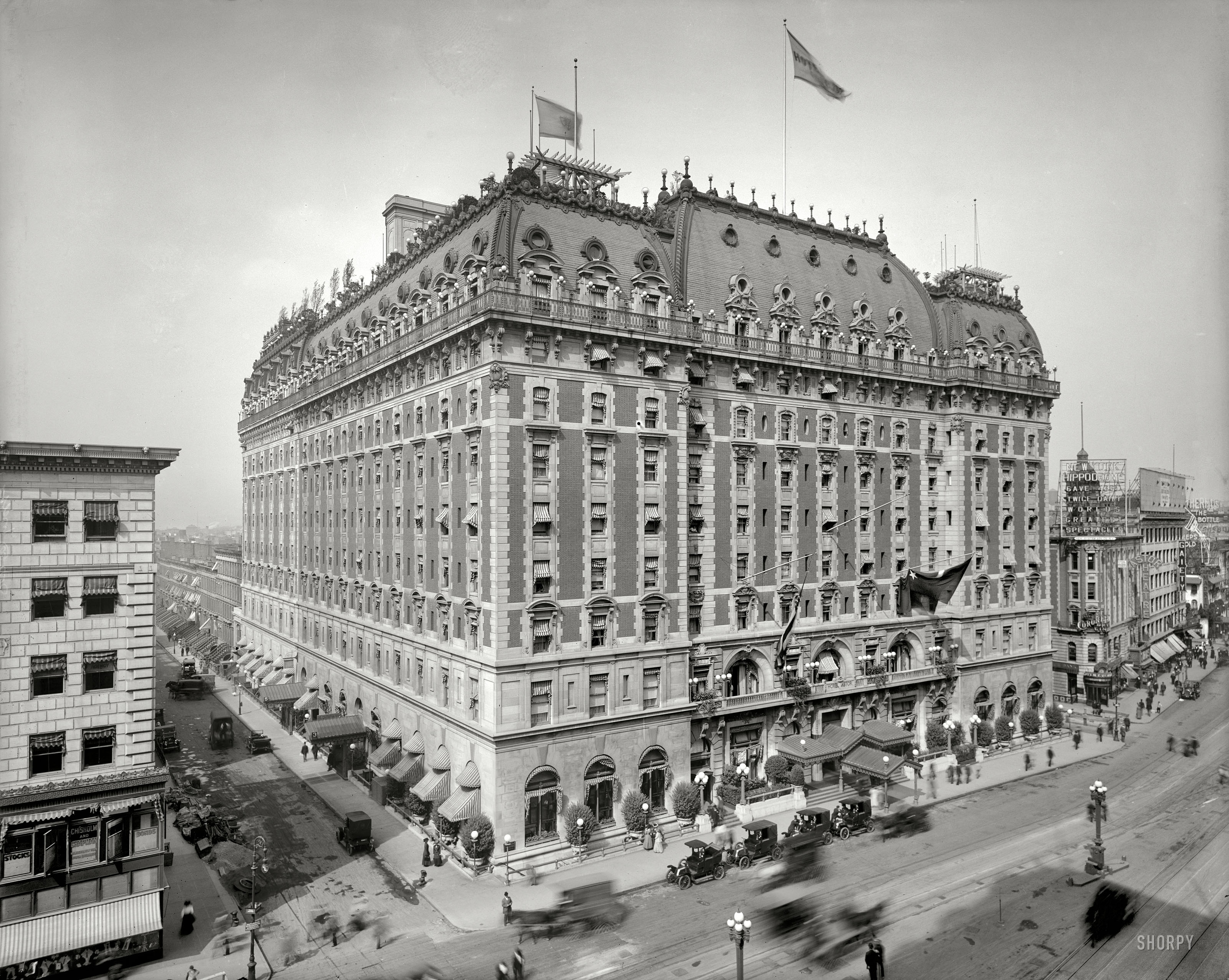

Con sus habitaciones elaboradamente decoradas, y su jardín en la azotea, el hotel Astor fue percibido como el sucesor del Waldorf-Astoria de la calle 34 (demolido para construir en su lugar el Empire State). Los planes para el gran hotel fueron concebidos en 1900 por William C. Muschenheim y su hermano, Frederick A. Muschenheim. La zona era conocida entonces como Longacre Square y estaba más allá de la franja de la vida metropolitana.
Los 3300 m² del Hotel Astor, fueron construidos en dos etapas, en 1905 y en 1909-1910, por los mismos arquitectos, y en el mismo estilo. Cuando terminó su construcción, el edificio ocupaba toda una manzana, y su coste total ascendió a 7 millones de dólares. Los arquitectos Clinton & Russell lo diseñaron en estilo «Beaux Arts», con mansardas verde-cobre. Entre sus once pisos, se distribuían 1000 habitaciones, con dos niveles más, subterráneos, para sus extensas funciones «backstage», como la bodega.
El Hotel Astor fue un elemento importante en el crecimiento de Times Square, y en su carácter de centro de entretenimiento. En 1904, el editor del New York Times, Adolph S. Ochs, ubicó su sede en la calle 42, justo en el centro de la mencionada Longacre Square, y convenció al alcalde George B. McClellan, Jr. para construir una estación de metro de allí y cambiar el nombre a Times Square. Lo que pasaría a llamarse el «Theatre district» pronto albergaría magníficos auditorios a lo largo de calle 42, y la iluminación eléctrica transformó esta parte de Broadway en el «Great White Way».
El éxito del Hotel Astor desató la construcción del cercano Hotel Knickerbocker, por otros miembros de la familia Astor, dos años más tarde, a pesar de que la propiedad se convirtió en espacio de oficinas comerciales pocos años después. El Astor estableció el patrón para «una nueva especie de hoteles populares que pronto se agruparon alrededor de Times Square, palacios de gran diversión que atendían a las multitudes con escenografías interiores que reflejaban la teatralidad del Great White Way.»

## Complementos

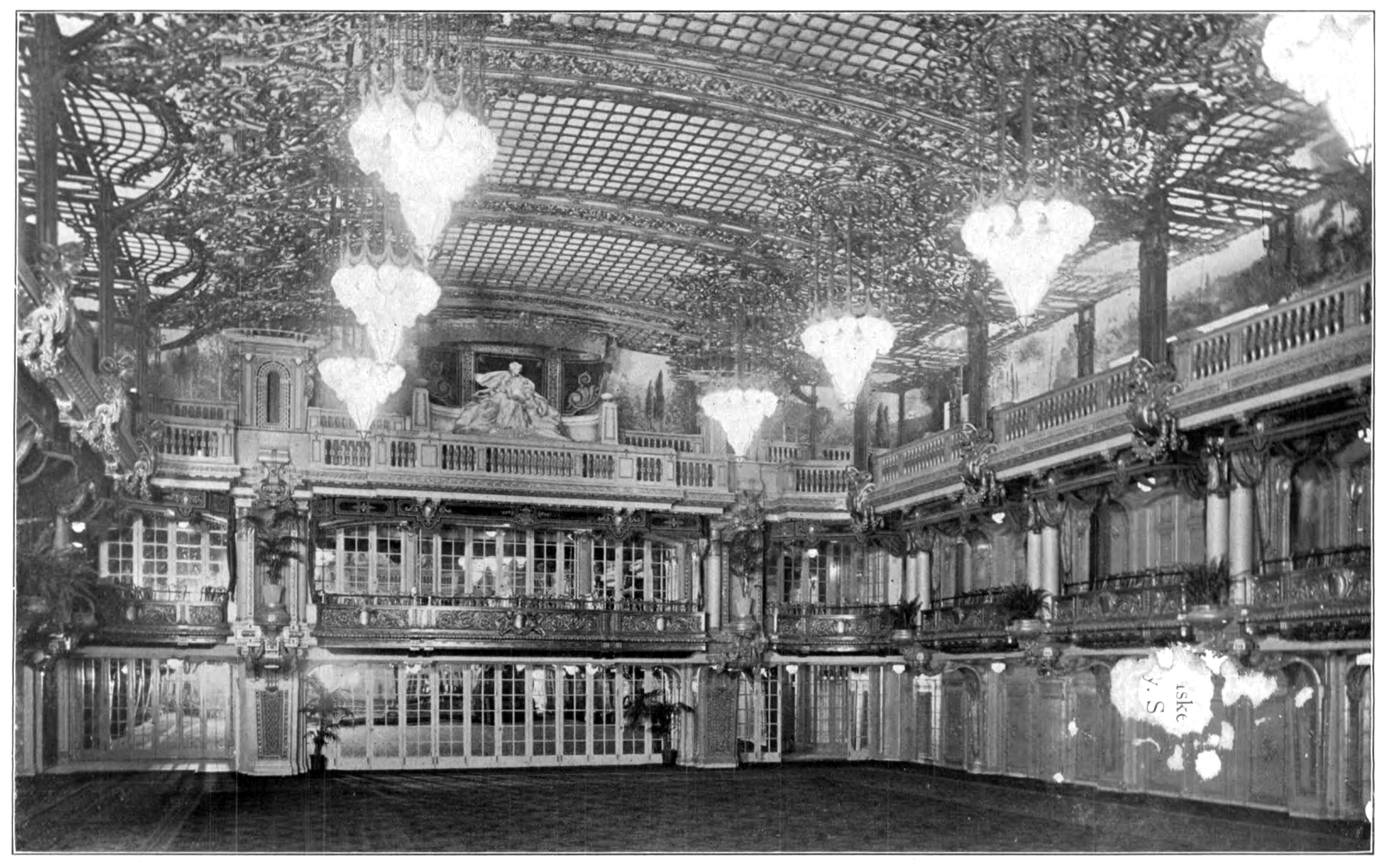
Extremo sur del Gran Salón de Baile. Aprox. 1910

Con un sobrio exterior, el Astor disponía de una larga lista de salas de baile con temas elaborados, y exóticos restaurantes: el Old New York lobby; el American Indian Grill Room, con los artefactos recogidos con la ayuda del Museo Americano de Historia Natural; una sala para fumar Flamenca; una sala de billar de Pompeya; la Hunt Room, decorada en estilo renacentista alemán del siglo XVI; y muchas otras características.
El gran salón de baile (o Banquet Hall), ubicado en el noveno piso, se abrió con una cena en el marco del Hudson-Fulton Celebration. Medía 15 metros de ancho por 26 de largo, el Salón de Banquetes fue decorado en estilo rococó de Luis XV, y contó con un techo de arco de alta arista en marfil blanco y oro viejo, con el apoyo de cariátides agrupadas. Una galería corrió a lo largo de los lados sur y oeste, ofreciendo una hermosa vista de la sala, la cual podía acomodar a 500 comensales.
El salón de baile más pequeño, con capacidad para 250, fue decorado en estilo neoclásico de Luis XVI y podía unirse con el salón de baile más grande. Todavía otra sala contigua, el «College Hall», también se podía abrir al salón de baile, para que hasta 1.100 personas pudieran estar sentadas. El Palm Garden, o «L'Orangerie», situada en la parte posterior del vestíbulo del primer piso, tenía la intención de representar un jardín a la italiana. Su techo, pintado para representar un cielo mediterráneo, se ocultó en parte por pérgolas cubiertas de enredaderas. La iluminación azul, las lámparas colgantes cubiertas de viñas, las balanceantes canastas de helechos, y las fotos panorámicas del exterior mejoraban aún más la percepción.
El jardín de la azotea, con quiosco y un observatorio, fue uno de una serie construida en la ciudad entre 1880 y el periodo de la Ley Seca, entre ellos el American Theatre de la Octava Avenida; el jardín del segundo Madison Square Garden, de Stanford White; y el Paradise Roof Garden abierto por Oscar Hammerstein I en 1900. En los últimos años, el notable arquitecto paisajista, Takeo Shiota rediseñó el techo del JArdín Norte con un tema japonés.
Las obras de arte que se podían ver en el vestíbulo original, incluían cuatro murales de William de Leftwich Dodge representando el Antiguo y Moderno Nueva York, y una estatua de las Tres Gracias del escultor Isidore Konti.

## Historia social
Como lugar de encuentro y punto de referencia en Nueva York, el Hotel Astor tuvo su propio lugar en la cultura popular durante décadas. Entre otros muchos músicos, el director de orquesta Tommy Dorsey, apareció regularmente en la azotea, y fue allí donde Frank Sinatra hizo sus primeras apariciones en Nueva York, con la banda de Dorsey entre 1940 y 1942.
En 1947, el exterior del hotel fue escalado por el especialista John Ciampa, como parte de un truco publicitario para el Sunbrock Rodeo and Thrill Circus. En una tarjeta postal de 1947, el Hotel Astor hacía gala de «1000 habitaciones, 1000 baños» y se procalamaba como «La encrucijada del mundo».

## Últimos años

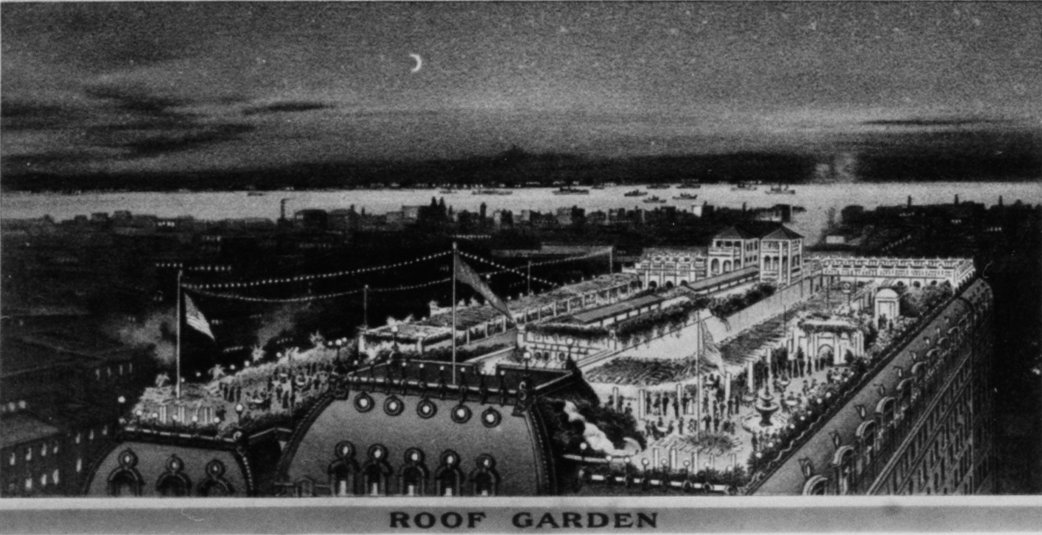
Representación del jardín de la azotea

En la década de 1950, con el nombre de Sheraton Astor, el hotel llegó a ser propiedad del empresario William Zeckendorf, y fue dirigido por el príncipe Serge Obolensky. Como resultado indirecto de la bancarrota que sacudió a Zeckendorf en 1965, el Astor fue cerrado en 1967 y demolido un año después. Su lugar lo ocupa actualmente el rascacielos de 54 pisos diseñado por Der Scutt de Ely J. Kahn & Jacobs, y completado en 1972, conocido como One Astor Plaza.